# De vijf detectives
De vijf detectives (oorspronkelijke titel The five-find-outers) is een populaire Britse kinderboekenreeks van Enid Blyton. Het eerste deel verscheen in 1943 en het laatste deel in 1961. De verhalen spelen zich af in het nietbestaande dorp Peterswood, dat is gebaseerd op Bourne End in het Engelse graafschap Buckinghamshire.
Hoofdpersonen zijn de kinderen Larry (Laurence Daykin), Fatty (Frederick Trotteville) - in het Nederlands Dikky, Pip (Philip Hilton), Daisy (Margaret Daykin), Bets (Elizabeth Hilton) in het Nederlands Betty, en Dikky's hond Buster. Bijna elke schoolvakantie komen ze een mysterie tegen. Ze slagen er altijd in dat eerder op te lossen dan de onvriendelijke plaatselijke politieagent Goon.
Alle boeken in de reeks zijn in het Nederlands vertaald.

## Titels op volgorde van Nederlandse editie
| Publicatiejaar | Deel | Engelse titel                       | Nederlandse titel                      |
| -------------- | ---- | ----------------------------------- | -------------------------------------- |
| 1943           | 1    | The mystery of the burnt cottage    | Een geheimzinnige brand                |
| 1944           | 2    | The mystery of the disappearing cat | Het raadsel van de verdwenen kat       |
| 1945           | 3    | The mystery of the secret room      | Het geheim van de verborgen kamer      |
| 1946           | 4    | The mystery of the spiteful letters | Het raadsel van de boze brieven        |
| 1947           | 5    | The mystery of the missing necklace | Het raadsel van het vermiste halssnoer |
| 1948           | 6    | The mystery of the hidden house     | Het verborgen huis                     |
| 1949           | 7    | The mystery of the pantomime cat    | De verdachte poes                      |
| 1950           | 8    | The mystery of the invisible thief  | De onzichtbare dief                    |
| 1951           | 9    | The mystery of the vanished prince  | De ontvoerde prins                     |
| 1952           | 10   | The mystery of the strange bundle   | Een zak vol geheimen                   |
| 1953           | 11   | The mystery of Holly Lane           | De geheimzinnige roof                  |
| 1954           | 12   | The mystery of Tallo-Ho Cottage     | Het verdwenen schilderij               |
| 1956           | 13   | The mystery of the the missing man  | De ontsnapte gevangene                 |
| 1957           | 14   | The mystery of the strange messages | De vreemde waarschuwingen              |
| 1961           | 15   | The mystery of Banshee Towers       | De verborgen tunnel                    |